# Саванна Кінг
Саванна Кінг (англ. Savannah King, 4 червня 1992) — канадська плавчиня.
Учасниця Олімпійських Ігор 2008, 2012 років.
Призерка Панамериканських ігор 2007 року.